# 50 najvećih igrača u povijesti NBA lige
50 najvećih igrača u povijesti NBA lige (izvorni naziv 50 Greatest Players in National Basketball Association History) izabrano je 1996. godine. Ovaj popis predstavlja 50 najvećih i najutjecajnijih igrača u prvih 50 godina NBA lige. Glavna obilježja ovih igrača su njihova sposobnost vođenja momčadi i njihov igrački doprinos kojim su obogatili NBA ligu. U isto vrijeme, izabrano je i 10 najboljih trenera i 10 najboljih momčadi. Popis je objavio povjerenik NBA lige David Stern, u listopadu 1996. godine, u New Yorku. U vrijeme objave samo desetorica igrača su bila aktivna; posljednji aktivni igrač s ovog popisa bio je Shaquille O'Neal, koji se povukao na kraju sezone 2010./11.

## Izabrani igrači

### Proces odabira
U glasovanju su sudjelovali skoro svi sudionici NBA lige, od novinara i bivših igrača do generalnih menadžera i trenera. Konačni popis objavljen je u New Yorku 1996. godine.
| Italik | Igrači koji su u to vrijeme bili aktivni          | Igrači koji su u to vrijeme bili aktivni | Igrači koji su u to vrijeme bili aktivni | Igrači koji su u to vrijeme bili aktivni | Igrači koji su u to vrijeme bili aktivni |
|        | Igrači koji su još aktivni u NBA                  |                                          |                                          |                                          |                                          |
|        | Igrači koji su izabrani u Košarkašku Kuću slavnih |                                          |                                          |                                          |                                          |
| G      | Bek                                               | F                                        | Krilo                                    | C                                        | Centar                                   |

| Ime                                          | Momčadi | Pozicija | Poeni  | Skokovi | Asistencije | Osvojeni NBA prsteni                                                             | Osvojene nagrade za najkorisnijeg igrača sezone |
| -------------------------------------------- | --- | -------- | ------ | ------- | ----------- | -------------------------------------------------------------------------------- | ----------------------------------------------- |
| Kareem Abdul-Jabbar (Lew Ferdinand Alcindor) | Milwaukee Bucks (1969. – 1975.) Los Angeles Lakers (1975. – 1989.) | C        | 38 387 | 17 440  | 5 660       | 6 (1971., 1980., 1982., 1985., 1987., 1988.)                                     | 6 (1971., 1972., 1974., 1976., 1977., 1980.)    |
| Nate Archibald                               | Cincinnati Royals / Kansas City Kings (1970. – 1976.) New York Nets (1976. – 1977.) Boston Celtics (1978. – 1983.) Milwaukee Bucks (1983. – 1984.)                                                                                          | G        | 16 481 | 6 476   | 2 046       | 1 (1981.)                                                                        | —                                               |
| Paul Arizin                                  | Philadelphia Warriors (1950. – 1962.) | F/G      | 16 266 | 6 129   | 1 665       | 1 (1956.)                                                                        | —                                               |
| Charles Barkley                              | Philadelphia 76ers (1984. – 1992.) Phoenix Suns (1992. – 1996.) Houston Rockets (1996. – 2000.) | F        | 23 757 | 12 546  | 4 215       | —                                                                                | 1 (1993.)                                       |
| Rick Barry                                   | San Francisco Warriors (1965. – 1967.) New York Nets (1970. – 1972.) Golden State Warriors (1972. – 1978.) Houston Rockets (1978. – 1980.)                                                                                                  | F        | 25 729 | 6 863   | 4 952       | 1 (1975.)                                                                        | —                                               |
| Elgin Baylor                                 | Minneapolis / Los Angeles Lakers (1958. – 1971.) | F        | 23 149 | 11 463  | 3 650       | —                                                                                | —                                               |
| Dave Bing                                    | Detroit Pistons (1966. – 1975.) Washington Bullets (1975. – 1977.) Boston Celtics (1977. – 1978.) | G        | 18 327 | 3 420   | 5 397       | —                                                                                | —                                               |
| Larry Bird                                   | Boston Celtics (1979. – 1992.) | F        | 21 791 | 5 695   | 1 556       | 3 (1981., 1984., 1986.)                                                          | 3 (1984. – 1986.)                               |
| Wilt Chamberlain                             | Philadelphia / San Francisco Warriors (1959. – 1965.) Philadelphia 76ers (1965. – 1968.) Los Angeles Lakers (1968. – 1973.) | C        | 31 419 | 23 924  | 4 643       | 2 (1967., 1972.)                                                                 | 4 (1960., 1966. – 1968.)                        |
| Bob Cousy                                    | Boston Celtics (1950. – 1963.) Cincinnati Royals (1969. – 1970.) | G        | 16 960 | 4 786   | 6 955       | 6 (1957., 1959., 1960., 1961., 1962., 1963.)                                     | 1 (1957.)                                       |
| Dave Cowens                                  | Boston Celtics (1970. – 1980.) Milwaukee Bucks (1982. – 1983.) | C/F      | 13 516 | 10 444  | 2 910       | 2 (1974., 1976.)                                                                 | 1 (1973.)                                       |
| Billy Cunningham                             | Philadelphia 76ers (1965. – 1976.) | F/C      | 13 626 | 6 638   | 2 625       | 2 (1967., 1983.)                                                                 | —                                               |
| Dave DeBusschere                             | Detroit Pistons (1962. – 1969.) New York Knicks (1969. – 1974.) | F/G      | 14 053 | 9 618   | 2 497       | 2 (1970., 1973.)                                                                 | —                                               |
| Clyde Drexler                                | Portland Trail Blazers ([1983. – 1995.) Houston Rockets (1995. – 1998.) | G/F      | 22 195 | 6 125   | 2 207       | 1 (1995.)                                                                        | —                                               |
| Julius Erving                                | New York Nets (1973. – 1976.) Philadelphia 76ers (1976. – 1987.) | F/G      | 30 026 | 2 272   | 10 525      | 1 (1983.)                                                                        | 1 (1981.)                                       |
| Patrick Ewing                                | New York Knicks (1985.–.2000.) Seattle SuperSonics (2000. – 2001.) Orlando Magic (2001. – 2002.) | C        | 24 815 | 11 607  | 2 215       | —                                                                                | —                                               |
| Walt Frazier                                 | New York Knicks (1967. – 1977.) Cleveland Cavaliers (1977. – 1980.) | G        | 15 581 | 4 830   | 5 040       | 2 (1970., 1973.)                                                                 | —                                               |
| George Gervin                                | San Antonio Spurs (1974. – 1985.) Chicago Bulls (1985. – 1986.) | G/F      | 26 595 | 5 602   | 2 798       | —                                                                                | —                                               |
| Hal Greer                                    | Syracuse Nationals / Philadelphia 76ers (1958. – 1973.) | G/F      | 21 586 | 5 665   | 4 540       | 1 (1967.)                                                                        | —                                               |
| John Havlicek                                | Boston Celtics (1962. – 1978.) | F/G      | 26 395 | 8 007   | 6 114       | 1974., 1976.)                                                                    | —                                               |
| Elvin Hayes                                  | San Diego / Houston Rockets (1968. – 1972., 1982. – 1984.) Baltimore / Capital / Washington Bullets (1972. – 1981.) | F/C      | 27 313 | 16 279  | 2 398       | 1 (1978.)                                                                        | —                                               |
| Magic Johnson                                | Los Angeles Lakers (1979. – 1991., 1996.) | G        | 17 707 | 6 559   | 10 141      | 5 (1980., 1982., 1985., 1987., 1988.)                                            | 3 (1987., 1989., 1990.)                         |
| Sam Jones                                    | Boston Celtics (1957. – 1969.) | G/F      | 15 411 | 4 305   | 2 209       | 10 (1959., [1960., 1961., 1962., 1963., 1964., 1965., 1966., 1968., 1969.)       | —                                               |
| Michael Jordan                               | Chicago Bulls (1984. – 1993., 1995. – 1998.) Washington Wizards (2001. – 2003.) | G/F      | 32 292 | 6 672   | 5 633       | 6 (1991., 1992., 1993., 1996., 1997., 1998.)                                     | 5 (1988, 1991-1992, 1996, 1998)                 |
| Jerry Lucas                                  | Cincinnati Royals (1963. – 1969.) San Francisco Warriors (1970. – 1971.) New York Knicks (1971. – 1974.) | F/C      | 14 053 | 12 942  | 2 732       | 1 (1973.)                                                                        | —                                               |
| Karl Malone                                  | Utah Jazz (1985. – 2003.) Los Angeles Lakers (2003. – 2004.) | F        | 36 928 | 14 968  | 5 238       | —                                                                                | 2 (1997., 1999.)                                |
| Moses Malone                                 | Buffalo Braves (1976.) Houston Rockets (1976. – 1982.) Philadelphia 76ers (1982. – 1986., 1993. – 1994.) Washington Bullets (1986. – 1988.) Atlanta Hawks (1988. – 1991.) Milwaukee Bucks (1991. – 1993.) San Antonio Spurs (1994. – 1995.) | C/F      | 27 409 | 16 212  | 1 796       | 1 (1983.)                                                                        | 3 (1979., 1982., 1983.)                         |
| Pete Maravich                                | Atlanta Hawks (1970. – 1974.) New Orleans / Utah Jazz (1974. – 1979.) Boston Celtics (1979. – 1980.) | G        | 15 948 | 2 747   | 3 563       | —                                                                                | —                                               |
| Kevin McHale                                 | Boston Celtics (1980. – 1993.) | F/C      | 17 335 | 7 122   | 1 670       | 3 (1981., 1984., 1986.)                                                          | —                                               |
| George Mikan                                 | Minneapolis Lakers (1947. – 1956.) | C        | 10 156 | 4 167   | 1 245       | 5 (1949., 1950., 1952., 1953., 1954.)                                            |                                                 |
| Earl Monroe                                  | Baltimore Bullets (1967. – 1971.) New York Knicks (1971. – 1980.) | G        | 17 454 | 2 796   | 3 594       | 1 (1973.)                                                                        | —                                               |
| Shaquille O'Neal                             | Orlando Magic (1992. – 1996.) Los Angeles Lakers (1996. – 2004.) Miami Heat (2004. – 2008.) Phoenix Suns (2008. – 2009.) Cleveland Cavaliers (2009. – 2010.) Boston Celtics(2010. – 2011.)                                                  | C        | 27 619 | 12 566  | 2 920       | 4 (2000., 2001., 2002., 2006.)                                                   | 1 (2000.)                                       |
| Hakeem Olajuwon                              | Houston Rockets (1984. – 2001.) Toronto Raptors (2001. – 2002.) | C        | 26 946 | 13 747  | 3 058       | 2 (1994., 1995.)                                                                 | 1 (1994.)                                       |
| Robert Parish                                | Golden State Warriors (1976. – 1980.) Boston Celtics (1980. – 1994.) Charlotte Hornets (1994. – 1996.) Chicago Bulls (1996. – 1997.) | C        | 23 334 | 14 715  | 2 180       | 4 (1981., 1984., 1986., 1997.)                                                   | —                                               |
| Bob Pettit                                   | Milwaukee / St. Louis Hawks (1954. – 1965.) | F/C      | 20 880 | 12 849  | 2 369       | 1 (1958.)                                                                        | 2(1956., 1959.)                                 |
| Scottie Pippen                               | Chicago Bulls (1987. – 1998., 2003. – 2004.) Houston Rockets (1998. – 1999.) Portland Trail Blazers (1999. – 2003.) | F/G      | 18 940 | 7 494   | 6 135       | 6 (1991., 1992., 1993., 1996., 1997., 1998.)                                     | —                                               |
| Willis Reed                                  | New York Knicks (1964. – 1974.) | C/F      | 12 183 | 8 414   | 1 186       | 2 (1970., 1973.)                                                                 | 1(1970.)                                        |
| Oscar Robertson                              | Cincinnati Royals (1960. – 1970.) Milwaukee Bucks (1970. – 1974.) | G/F      | 26 710 | 7 804   | 9 887       | 1 (1971.)                                                                        | 1(1964.)                                        |
| David Robinson                               | San Antonio Spurs (1989. – 2003.) | C        | 20 790 | 10 497  | 2 441       | 2 (1999., 2003)                                                                  | 1(1995.)                                        |
| Bill Russell                                 | Boston Celtics (1956. – 1969.) | C        | 14 522 | 21 620  | 4 100       | 11 (1957., 1959., 1960., 1961., 1962., 1963., 1964., 1965., 1966., 1968., 1969.) | 5(1958., 1961. – 1963., 1965.)                  |
| Dolph Schayes                                | Syracuse Nationals / Philadelphia 76ers (1948. – 1964.) | F/C      | 18 438 | 11 256  | 3 072       | 1 (1955.)                                                                        | —                                               |
| Bill Sharman                                 | Washington Capitols (1950. – 1951.) Boston Celtics (1951. – 1961.) | G        | 12 665 | 2 779   | 2 101       | 4 (1957., 1959., 1960., 1961.)                                                   | —                                               |
| John Stockton                                | Utah Jazz (1984. – 2003.) | G        | 19 711 | 4 051   | 15 806      | —                                                                                | —                                               |
| Isiah Thomas                                 | Detroit Pistons (1981. – 1994.) | G        | 18 822 | 3 478   | 9 061       | 2 (1989., 1990.)                                                                 | —                                               |
| Nate Thurmond                                | San Francisco / Golden State Warriors (1963. – 1974.) Chicago Bulls (1974. – 1975.) Cleveland Cavaliers (1975. – 1977.) | C/F      | 14 437 | 14 464  | 2 575       | —                                                                                | —                                               |
| Wes Unseld                                   | Baltimore / Capital / Washington Bullets (1968. – 1981.) | C/F      | 10 624 | 13 769  | 3 822       | 1 (1978.)                                                                        | 1 (1969.)                                       |
| Bill Walton                                  | Portland Trail Blazers (1974. – 1979.) San Diego / Los Angeles Clippers (1979. – 1985.) Boston Celtics (1985. – 1987.) | C/F      | 6 215  | 4 923   | 1 590       | 2 (1977., 1986.)                                                                 | 1 (1978.)                                       |
| Jerry West                                   | Los Angeles Lakers (1960. – 1974.) | G/F      | 25 192 | 5 366   | 6 238       | 1 (1972.)                                                                        | —                                               |
| Lenny Wilkens                                | Atlanta Hawks (1960.−1968.) Seattle SuperSonics (1968. – 1972.) Cleveland Cavaliers (1972. – 1974.) Portland Trail Blazers (1974.−1975.) | G        | 17 772 | 5 030   | 7 211       | 1 (1979.)                                                                        | —                                               |
| James Worthy                                 | Los Angeles Lakers (1982. – 1994.) | F        | 16 320 | 4 708   | 2 791       | 3 (1985., 1987., 1988.)                                                          | —                                               |

## Izabrani treneri
Osim odabira najvećih igrača izabrani su i najveći treneri. U vrijeme objave popisa samo su četvorica bila aktivna. 
|        | Treneri koji su još aktivni u NBA                          |
|        | Treneri koji su izabrani u Košarkašku Kuću slavnih         |
|        | Aktivni treneri koji su izabrani u Košarkašku Kuću slavnih |
| (0000) | Godina ulaska u Košarkašku Kuću slavnih                    |

| Trener                | Trenirane momčadi | Najbolji omjer                      | Broj osvojenih NBA prstena kao trener                                    | Osvojene nagrade za trenera godine        |
| --------------------- | --- | ----------------------------------- | ------------------------------------------------------------------------ | ----------------------------------------- |
| Red Auerbach (1969.)  | Washington Capitols (1946. – 1949.) Tri-Cities Blackhawks (1949. – 1950.) Boston Celtics (1950. – 1965.) | 938–479 (.662)                      | 9 (1957., 1959., 1960., 1961., 1962., 1963., 1964., 1965., 1966.)        | 1 (1964. – 65.)                           |
| Chuck Daly (1994.)    | Cleveland Cavaliers (1982.) Detroit Pistons (1983. – 1992.) New Jersey Nets (1992. – 1994.) Orlando Magic (1997. – 1999.)                                                                                                   | 605–420 (.590) 638–437 (.593)[a]    | 2 (1989., 1990.)                                                         | —                                         |
| Bill Fitch            | Cleveland Cavaliers (1970. – 1979.) Boston Celtics (1979. – 1983.) Houston Rockets (1983. – 1988.) New Jersey Nets (1989. – 1992.) Los Angeles Clippers (1994. – 1998.)                                                     | 944–1106 (.460)                     | 1 (1981.)                                                                | 2 (1975. – 76., 1979. – 80.)              |
| Red Holzman (1986.)   | Milwaukee / St. Louis Hawks (1954. – 1956.) New York Knicks (1967. – 1982.) | 696–604 (.535)                      | 2 (1970., 1973.)                                                         | 1 (1969. – 70.)                           |
| Phil Jackson (2007.)  | Chicago Bulls (1989. – 1998.) Los Angeles Lakers (1999. – 2004., 2005–danas) | 545–193 (.738) 877–353 (.713)[a]    | 10 (1991., 1992., 1993., 1996., 1997., 1998., 2000., 2001, 2002., 2009.) | 1 (1995. – 96.)                           |
| John Kundla (1995.)   | Minneapolis Lakers (1948. – 1959.) | 423–302 (.583)                      | 5 (1949., 1950., 1952., 1953., 1954.)                                    | —                                         |
| Don Nelson            | Milwaukee Bucks (1976. – 1987.) Golden State Warriors (1988. – 1994., 2006.–danas) New York Knicks (1995. – 1996.) Dallas Mavericks (1997. – 2005.)                                                                         | 867–679 (.575) 1190–880 (.575)[a]   | —                                                                        | 3 (1982. – 83., 1984. – 85., 1991. – 92.) |
| Jack Ramsay (1992.)   | Philadelphia 76ers (1968. – 1972.) Buffalo Braves (1972. – 1976.) Portland Trail Blazers (1976. – 1986.) Indiana Pacers (1986. – 1988.)                                                                                     | 864–783 (.525)                      | 1 (1977.)                                                                | —                                         |
| Pat Riley (2008.)     | Los Angeles Lakers (1981. – 1990.) New York Knicks (1991. – 1995.) Miami Heat (1995. – 2003., 2005. – 2008.) | 914–387 (.703) 1151–589 (.661)[a]   | 5 (1982., 1985., 1987., 1988., 2006.)                                    | 3 (1989. – 90., 1992. – 93., 1996. – 97.) |
| Lenny Wilkens (1998.) | Seattle SuperSonics (1969. – 1972., 1977. – 1985.) Portland Trail Blazers (1974. – 1976.) Cleveland Cavaliers (1986. – 1993.) Atlanta Hawks (1993. – 1999.) Toronto Raptors (2000. – 2003.) New York Knicks (2004. – 2005.) | 1120–908 (.526) 1332–1155 (.536)[a] | 1 (1979.)                                                                | 1 (1993. – 94.)                           |

## Izabrane momčadi
Nakon igrača i trenera, odabrano je i deset najboljih momčadi koje su ostvarile najbolje rezultate u jednoj sezoni, a kriterij je osvajanje NBA naslova i 66 regularnih pobjeda.
| Sezona/momčad                | Rekord       | Doigravanje ostvarenje     | Prva petorka, šesti igrač i trener | Igrači koji su izabrani u Košarkašku Kuću slavnih                                                                                        | Igrači koji su izabrani na popis 50 najvećih igrača |
| ---------------------------- | ------------ | -------------------------- | --- | --- | --------------------------------------------------- |
| 1964./65. Boston Celtics     | 62–18 (.775) | Pobjeda u NBA finalu 1965. | PG K.C. Jones, SG Sam Jones, SF Tom Heinsohn, PF Tom Sanders, C Bill Russell, SF John Havlicek, trener Red Auerbach (izabran u Košarkašku Kuću slavnih kao trener)                            | 5 (K. Jones, S. Jones, Heinsohn, Russell, Havlicek)                                                                                      | 3 (S. Jones, Russell, Havlicek)                     |
| 1966./67. Philadelphia 76ers | 68–13 (.840) | Pobjeda u NBA finalu 1967. | PG Wali Jones, SG Hal Greer, SF Chet Walker, PF Luke Jackson, C Wilt Chamberlain, SF Billy Cunningham, trener Alex Hannum (izabran u Košarkašku Kuću slavnih kao trener)                      | 3 (Greer, Chamberlain, Cunningham) | 3 (Greer, Chamberlain, Cunningham)                  |
| 1969./70. New York Knicks    | 60–22 (.732) | Pobjeda u NBA finalu 1970. | PG Walt Frazier, SG Dick Barnett, SF Bill Bradley, PF Dave DeBusschere, C Willis Reed, SF Cazzie Russell, trener Red Holzman (izabran u Košarkašku Kuću slavnih kao trener)                   | 4 (Frazier, Bradley, DeBusschere, Reed)                                                                                                  | 3 (Frazier, DeBusschere, Reed)                      |
| 1971./72. Los Angeles Lakers | 69–13 (.841) | Pobjeda u NBA finalu 1972. | PG Gail Goodrich, SG Jerry West, SF Jim McMillian, PF Happy Hairston, C Wilt Chamberlain, SG Flynn Robinson, trener Bill Sharman (izabran u Košarkašku Kuću slavnih i kao igrač i kao trener) | 4 (Goodrich, West, Chamberlain, Elgin Baylor (bio je ozlijeđen od devete utakmice sezone, te je nakon kraja sezone objavio umirovljenje) | 3 (West, Chamberlain, Baylor)                       |
| 1982./83. Philadelphia 76ers | 65–17 (.793) | Pobjeda u NBA finalu 1983. | PG Maurice Cheeks, SG Andrew Toney, SF Julius Erving, PF Marc Iavaroni, C Moses Malone, PF Bobby Jones, trener Billy Cunningham                                                               | 2 (Erving, Malone) | 2 (Erving, Malone)                                  |
| 1985./86. Boston Celtics     | 67–15 (.817) | Pobjeda u NBA finalu 1986. | PG Dennis Johnson, SG Danny Ainge, SF Larry Bird, PF Kevin McHale, C Robert Parish, C Bill Walton, trener K. C. Jones                                                                         | 4 (McHale, Bird, Parish, Walton) | 4 (McHale, Bird, Parish, Walton)                    |
| 1986./87. Los Angeles Lakers | 65–17 (.793) | Pobjeda u NBA finalu 1987. | PG Magic Johnson, SG Byron Scott, SF James Worthy, PF A. C. Green, C Kareem Abdul-Jabbar, SF Michael Cooper, trener Pat Riley (izabran u Košarkašku Kuću slavnih kao trener)                  | 3 (Johnson, Worthy, Abdul-Jabbar) | 3 (Johnson, Worthy, Abdul-Jabbar)                   |
| 1988./89. Detroit Pistons    | 63–19 (.768) | Pobjeda u NBA finalu 1989. | PG Isiah Thomas, SG Joe Dumars, SF Mark Aguirre, PF Rick Mahorn, C Bill Laimbeer, SG Vinnie Johnson, trener Chuck Daly (izabran u Košarkašku Kuću slavnih kao trener)                         | 3 (Thomas, Dumars, Adrian Dantley) | 1 (Thomas)                                          |
| 1991./92. Chicago Bulls      | 67–15 (.817) | Pobjeda u NBA finalu 1992. | PG John Paxson, SG Michael Jordan, SF Scottie Pippen, PF Horace Grant, C Bill Cartwright, PG B.J. Armstrong, trener Phil Jackson (izabran u Košarkašku Kuću slavnih kao trener)               | 1 (Jordan) | 2 (Jordan, Pippen)                                  |
| 1995./96. Chicago Bulls      | 72–10 (.878) | Pobjeda u NBA finalu 1996. | PG Ron Harper, SG Michael Jordan, SF Scottie Pippen, PF Dennis Rodman, C Luc Longley, SF Toni Kukoč, trener Phil Jackson (izabran u Košarkašku Kuću slavnih kao trener)                       | 1 (Jordan) | 2 (Jordan, Pippen)                                  |

Napomene
- [a] omjer pobjeda i poraza nakon objave popisa

## Vanjske poveznice
- NBA 50 najvećih igrača na NBA.com (engl.)
- NBA 10 najvećih trenera na NBA.com (engl.)
- NBA 10 najboljih momčadi na NBA.com (engl.)